# Michal Pizur
Michal Pizur (případně Michal Pizúr, 6. prosince 1914 Lukov, případně Snakov – 21. srpna 1943 Biskajský záliv) byl český voják a stolař.

## Biografie
Michal Pizur se narodil v roce 1914 v Lukově nebo dle jiných zdrojů na Slovensku ve Snakově. Odešel na Slovensko a Maďarsko, v lednu roku 1940 se přesunul do Francie, kde působil do července téhož roku. Následně odešel do Velké Británie, kde působil od září roku 1940, u 311. československé bombardovací perutě. Létal spolu s Emiliánem Mrázkem z Náměště nad Oslavou. Zemřel nad Biskajským zálivem v srpnu roku 1943.
Jeho jméno je uvedeno na památníku československých letců v Runnymede v Británii, obdržel Československou medaii Za chrabrost a Československý válečný kříž.